# Hans Helmut Straub
Hans Helmut Straub (* 13. Februar 1941 in Lähn, Landkreis Löwenberg, Provinz Niederschlesien; † 26. Dezember 2022 in Konstanz) war ein deutscher Schauspieler.

## Leben und Wirken
Seine Kindheit verbrachte Hans Helmut Straub in Passau, bis seine Familie nach München zog. Dort nahm er Schauspielunterricht bei Ado Riegler.

Sein erstes Engagement führte ihn nach Neuwied an die Landesbühne Rheinland-Pfalz. Weitere Stationen waren das Landestheater Tübingen, das Theater Freiburg und das Pfalztheater Kaiserslautern.
Von 1985 bis zu seiner Pensionierung 2006 war Straub Ensemblemitglied am Stadttheater Konstanz. Dort war er unter anderem zu sehen als Bruder Eichmann, Kreon, Bockerer, König Lear, Nathan und Shylock; auch nach seiner Pensionierung nahm er Gastrollen wahr.

Während seines Engagements in Konstanz beschäftigte sich Hans Helmut Straub auch mit dem Puppentheater. Hierbei entstanden mehrere eigene Stücke nebst der bei der Aufführung verwendeten Puppen.
Hans Helmut Straub verstarb am 26. Dezember 2022 nach langer Krankheit.

## Auszeichnungen
2007 wurde Hans Helmut Straub für seine Rolle als Studienrat Klohse in der Bühnenfassung von Günter Grass’ Novelle Katz und Maus gemeinsam mit Michael Kientzle, David Benito Garcia, Georg Melich und Jana Alexia Rödiger bei der „Woche junger Schauspieler“ in Bensheim ausgezeichnet.

## Einspielungen
- Hermann Burger: Die Wasserfallfinsternis von Bad Gastein. Mit Lawrence Carls und Volker Zöbelin (Musik). Rail Recording, Konstanz 2000.